# Petra Blaisse
Petra Blaisse (* 1955 in London) ist eine in Großbritannien geborene niederländische Designerin. In ihrer Arbeit überschneiden sich Architektur, Innenarchitektur, Landschaftsarchitektur, Textildesign und Ausstellungsdesign.

## Werdegang
Sie studierte an der Kunstschule am West London College (genauer Ealing, Hammersmith and West London College) in London und an der Academie Minerva in Groningen, machte aber nie einen Abschluss. Nachdem sie die Kunstschule im Alter von einundzwanzig Jahren verlassen hatte, begann Blaisse ihre Karriere in der Kunst, indem sie mit Fotografen und Mode- und Buchillustratoren zusammenarbeitete. 1978 nahm sie eine Stelle in der Abteilung für Angewandte Kunst am Stedelijk Museum in Amsterdam an, wo sie bis 1987 arbeitete.
Zwischen 1987 und 1991, während sie als Freiberuflerin arbeitete, entwickelte Blaisse ein Interesse an Textilien, Innenarchitektur und Landschaft. In dieser Zeit arbeitete sie mit Yves Brunier und Rem Koolhaas an dem Parkprojekt Museumpark in Rotterdam; dieses Projekt sollte die erste von vielen zukünftigen Kooperationen mit Kohlhaas’ Office for Metropolitan Architecture (OMA) darstellen. Außerdem arbeitete sie an der Innenausstattung des Nederlands Dans Theater in Den Haag, entwarf Ausstellungen für OMA in Basel und Rotterdam und gestaltete die Einrichtung der Villa dall’Ava in Saint Cloud. Mit Kohlhaas ist Blaisse auch privat liiert.
1991 gründete Blaisse in Amsterdam das Studio Inside Outside. Seitdem hat das Büro eine Reihe verschiedener Projekte realisiert, darunter die Kunsthal Rotterdam (1994), das Prada Epicenter in New York (2001), das H-Project in Seoul (2004), die Casa da Música in Porto (2005), das Mercedes-Benz Museum in Stuttgart (2006), die Prison Gardens in Belgien (2010) und den niederländischen Pavillon der Architektur-Biennale Venedig (2012). Blaisse hat dabei mit verschiedenen Architekten und Designern zusammengearbeitet, darunter neben Koolhaas zum Beispiel Irma Boom und SANAA.
2011 kehrte Blaisse zum Stedelijk Museum zurück, als sie vom Museum gebeten wurde, eine permanente Textilinstallation zu entwerfen, um einen Übergang zwischen dem 118 Jahre alten ursprünglichen Museumsgebäude und dem neu gestalteten Anbau zu schaffen.

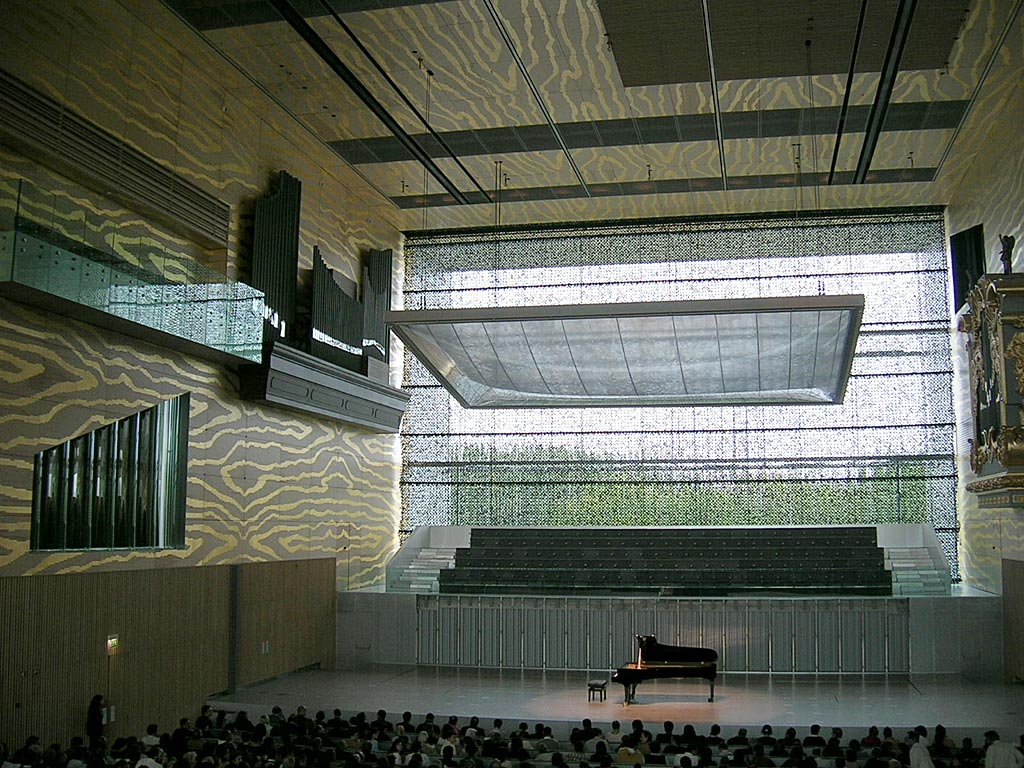
Casa da Música, Porto, Vorhang und blattgoldenes Holzmaserungsmuster von Petra Blaisse
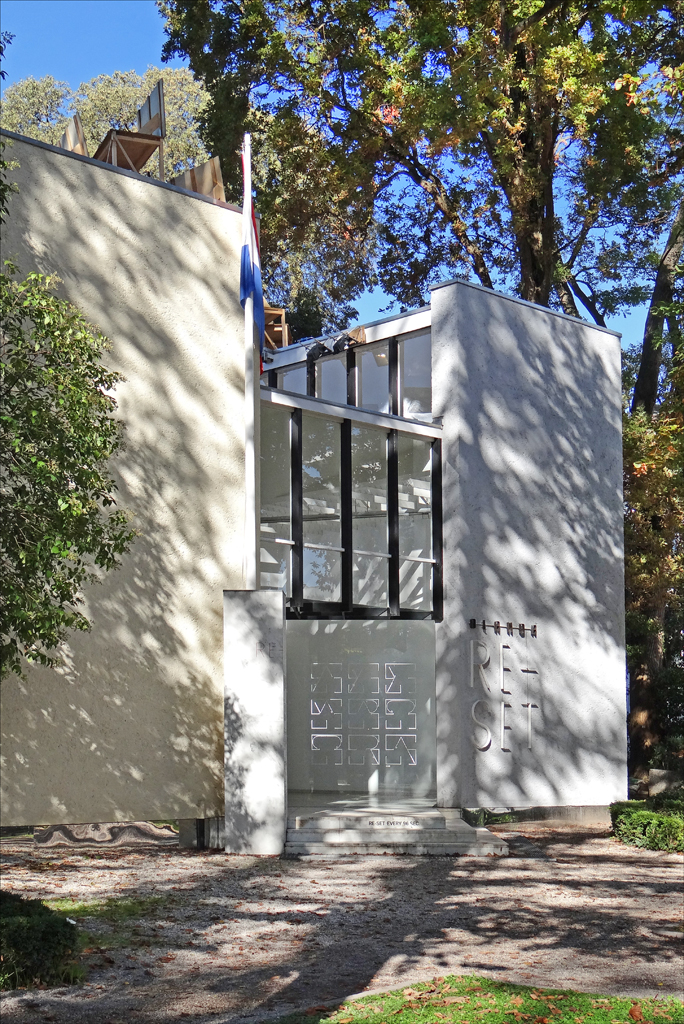
Niederländischer Pavillon, Biennale, Venedig, 2012
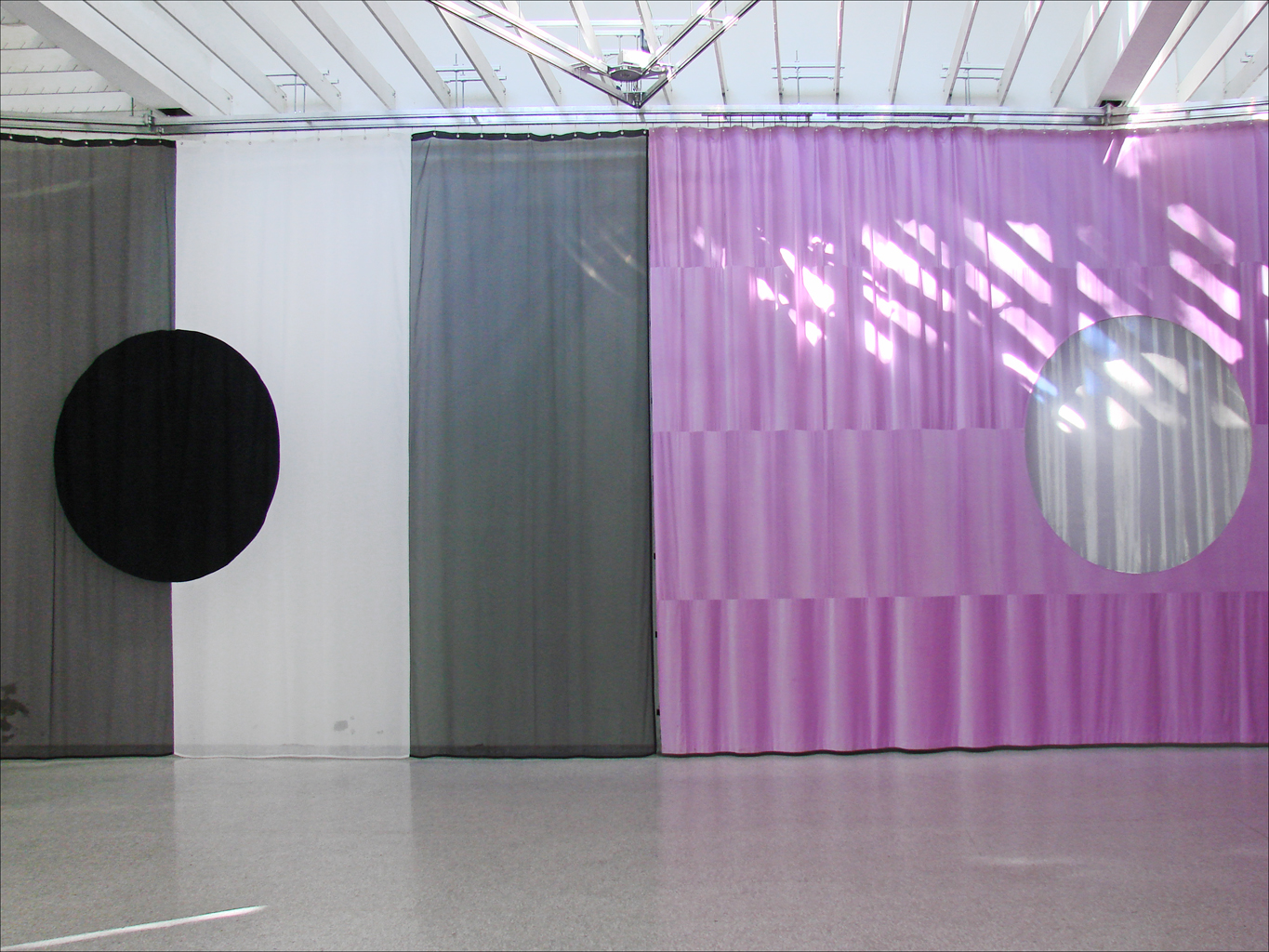
Innenansicht des Niederländischen Pavillons, Biennale, Venedig, 2012
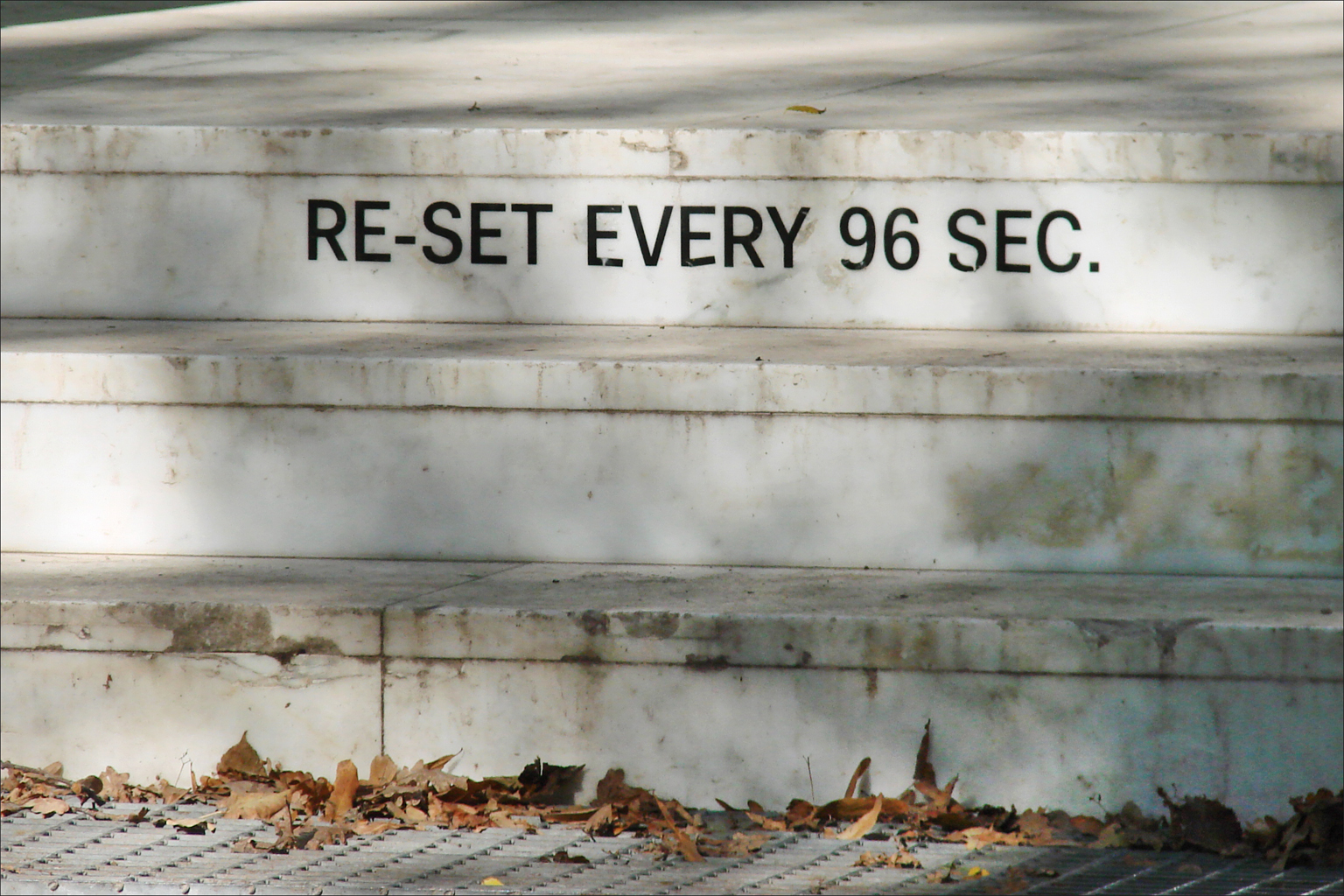
„Re-Set“ am  Niederländischen Pavillon, Biennale, Venedig, 2012

## Werk
Die Arbeit von Petra Blaisse umfasst ein breites Spektrum an Design, das von Architektur, Innenarchitektur, Textildesign, Ausstellungsdesign und Landschaftsarchitektur reicht. Ihr Studio hat an einer Vielzahl von Projekten gearbeitet, auch zum Beispiel an einem für eine Aufführung des Musikdramas Narcissus von Calliope Tsoupaki. Ihr Studio-Team hat ein breites Spektrum fachlicher Hintergründe, einschließlich Modedesign, Landschaftsarchitektur, Kulturanthropologie, Architektur und Theatergeschichte.
Der Name von Blaisses Studio, Inside Outside, bezieht sich auf ihren Fokus auf Projekte, die sowohl Innen- als auch Außenräume ansprechen. Ihre frühe Karriere in Museen weckte ihr Interesse an Ausstellungsdesign, und in den Jahren ihrer freiberuflichen Tätigkeit konzentrierte sie sich immer mehr auf die Beziehung zwischen Ausstellungsraum und dem umgebenden Raum und dem Außenraum. Es ist charakteristisch für die Räume in Blaisses Arbeit, dass sie durch einen fließenden Übergang ineinander übergehen, wobei sie typischerweise Materialien wie Textilien verwendet.
Blaisse bezieht oft eine breite Palette von Textilien in ihre Projekte ein und gestaltet mit Vorhängen, Teppichen, Wandverkleidungen und anderen flexiblen Objekten. Diese Objekte schaffen einen Dialog zwischen Innen- und Außenraum und lassen oft poröse Fassaden entstehen. Bei einigen Projekten hat sie transparente Textilien eingesetzt und damit eine „unsichtbare Präsenz“ geschaffen. Dies ist zum Beispiel ein charakteristisches Designelement des Glaspavillons im Toledo Museum of Art. Einerseits schafft das Material ein Gefühl der Sicherheit, andererseits lässt es Licht und Klang die Grenze zwischen Innen und Außen durchdringen. Auch sind die meisten Installationen von Blaisse mobil, so dass sie bei Bedarf geöffnet und geschlossen werden können.
Blaisses landschaftliche Arbeiten haben ähnliche Themen zum Inhalt. Im Jahr 1999 gestaltete sie den Außenbereich eines Gefängnisses. Innerhalb der strengen Vorschriften nutzte sie Wege mit organischen Formen und Spiegelungen in den Fenstern, um die Idee von mehr Raum und von Unendlichkeit zu erzeugen. 2004 erhielt sie den ersten Platz in einem Wettbewerb für die Gestaltung der städtischen Landschaftsanlage Giardini di Porta Nuova in Mailand. In diesem groß angelegten öffentlichen Parkprojekt ist die Verwendung von Wegen ein wesentliches Mittel zur Strukturierung der Stadtlandschaft. 1999 entwarf Blaisse den Außenraum für ein Gefängnis. Innerhalb der strengen Vorschriften nutzt sie Wege mit organischen Formen und Spiegelungen in den Fenstern, um die Idee von mehr Raum und von Unendlichkeit zu erzeugen.
Blaisses Projekte sind maßgeschneiderte Lösungen auf hohem technischem Niveau, die sie in Zusammenarbeit mit technischen Konstrukteuren und Ingenieuren entwickelt. Außerdem bezieht sich ihre Arbeit oft auf die Geschichte der Kultur, des Materials und des Ortes. So ist die Wandbespannung für das Stedelijk Museum in Amsterdam ein Ergebnis intensiver historischer Recherchen. Basierend auf einem Gobelin aus dem 17. Jahrhundert wird dieser Teppich in einer hochtechnologischen Webart hergestellt, die in Zusammenarbeit mit externen Experten entwickelt wurde. Das Muster selbst bezieht sich auf Pflanzen, die vor 300 Jahren an der gleichen Stelle gewachsen sind. Indem Blaisse das Weben, Sticken und Nähen weiterentwickelt, erweckt sie auch historische Techniken und Materialien zu neuem Leben und macht sie als Teil der zeitgenössischen Architektur verfügbar.